# Пензеръяха (приток Пюнгалохо)
Пензеръяха (устар. Пензер-Яха) — река в России, протекает по Надымскому району Ямало-Ненецкого АО. Впадает в водоток Пюнгалохо, правый рукав Ярудея. Длина реки составляет 44 км.

## Данные водного реестра
По данным государственного водного реестра России относится к Нижнеобскому бассейновому округу, водохозяйственный участок реки — Надым. Речной бассейн реки — Надым.
Код объекта в государственном водном реестре — 15030000112115300052150.